# Saxtorp-Annelövs församling
Saxtorp-Annelövs församling var en församling i Lunds stift och i Landskrona kommun. Församlingen uppgick 2010 i Häljarps församling.

## Administrativ historik
Församlingen bildades 2006 genom en sammanslagning av Saxtorps och Annelövs församlingar och utgjorde till 2010 ett eget pastorat. Församlingen uppgick 2010 i Häljarps församling.

## Kyrkobyggnader
- Annelövs kyrka
- Saxtorps kyrka